# کمیل کودوری
کمیل کودوری (انگلیسی: Camille Coduri؛ زادهٔ ۱۸ آوریل ۱۹۶۵) هنرپیشه اهل انگلستان است.
از فیلم‌ها یا برنامه‌های تلویزیونی که وی در آن نقش داشته‌است می‌توان به شاه رالف، راهبه‌ها در فرار، نیایش برای مرگ، دارودسته، کسب‌وکار، و بزرگسالی اشاره کرد.